# Agostino di Dacia
Agostino di Dacia (Dacia, ... – Scandinavia, 1285) è stato un religioso danese.
Domenicano, fu provinciale di Danimarca dal 1254 al 1266 e dal 1272 al 1285. Lasciò un monumentale Compendiosum breviarium theologiae, ora perduto. È anche autore del Rotulus pugillaris, sorta di compendio di ciò che è necessario sapere per un frate domenicano "semplice" il cui fine proprio è proprio quello della predicazione ai "semplici": ea quae cin ommuni sunt et in sacra theològia magis necessaria simplìcibus ad sciendum, in unum quasi ròtulum pugillàrem  bréviter collecta redégi" (pubblicato in "Angelicum", 1929 (P.A.Walz o.p.) (da Henru de Lubac, Esegesi medievale,Edizioni Paoline 1962, p. 36 n. 6.